# Шведський смолоскип

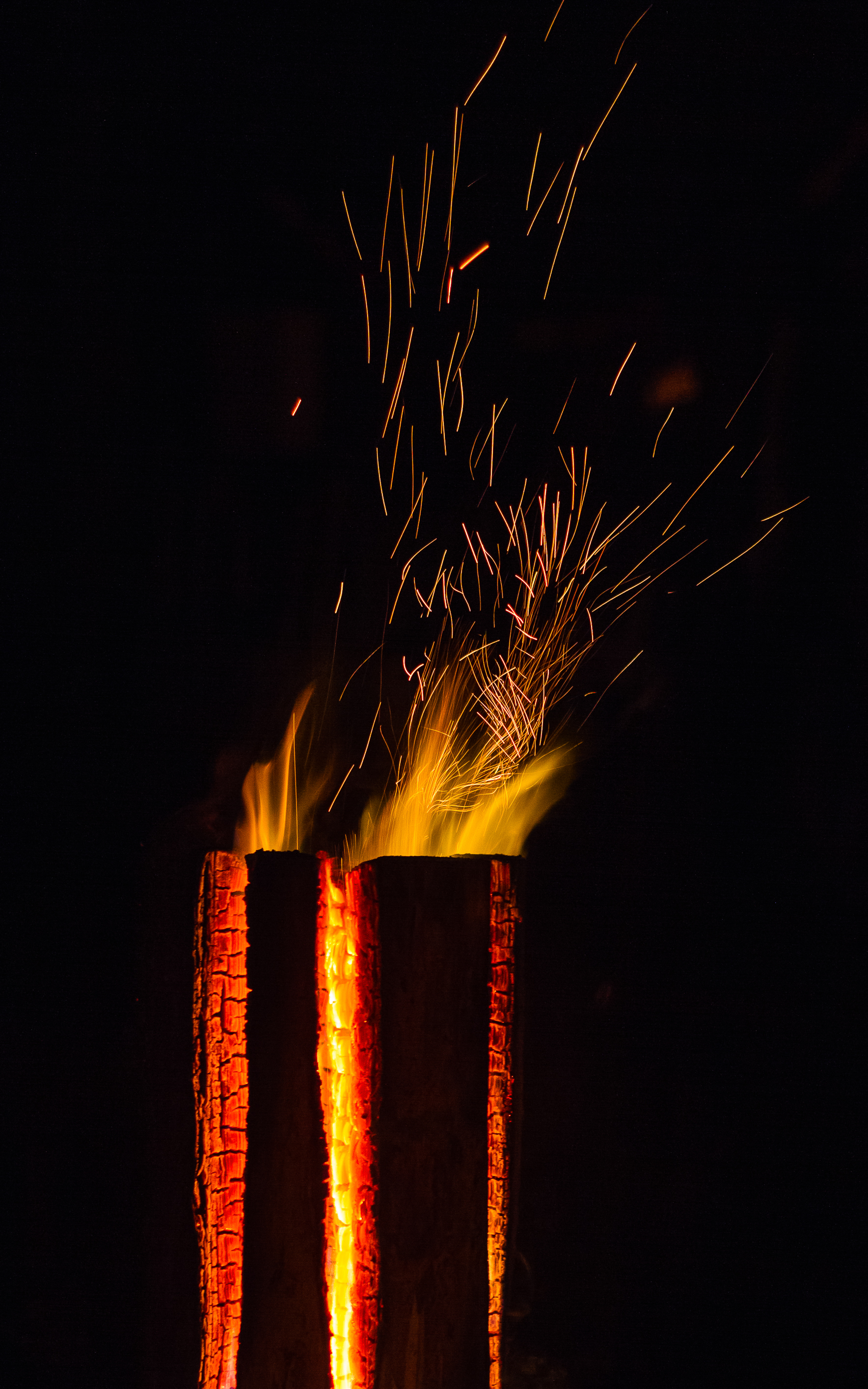
Шведський смолоскип з іскрами

Шведський факел, шведська свічка, фінська свічка, фінський смолоскип, шведський вогонь; нім. Schwedenfeuer) — джерело тепла і світла від вертикально поставленого стовбура дерева (поліно), що горить із середини завдяки спеціально зробленим отворам (ефект димаря). Він був винайдений фінами і став відомим у Європі протягом 1600-х років і зараз використовується лісовими робітниками та для дозвілля (особливо в південній Німеччині). Завдяки плоскій поверхні та великій температурі згорання його використовують для приготування їжі. Порівняно з багаттям, він компактніший, тому на деякій площі можна розмістити декілька невеликих джерел тепла.
За усними переказами смолоскип створено шведським військовим під час Тридцятилітньої війни; використовуючи пилку, ножівку чи сокиру, шведи, як кажуть, виготовляли палаючі та сяючі колоди, щоб зігріти своїх солдатів.  Завдяки цьому способові добування тепла, військам не потрібно було носити з собою дрова, бо вони могли отримувати запаси на місці, оскільки свіжозрубана зелена деревина може горіти завдяки ефекту димаря.

## Виготовлення та застосування
Для виготовлення Шведськогосмолоскипа нам потрібний спилений стовбур дерева, діаметром від 30 до 60 см (12 до 24 дюйм) і довжиною від 50 до 150 см (20 до 60 дюйм).  Бажано, щоб деревина не була занадто сухою, інакше вона швидко вигорить. 
Найкращі породи деревини для світла і тепла — смолисті хвойні породи: ялина, ялиця, сосна. 
Для приготування їжі найкраще підходять тверді породи деревини: бук, дуб, яблуня, ясен або вишня, оскільки вони менше кіптять і не забруднюють м'ясо.
Стовбур розрізають пилкою або бензопилкою  двома вертикальними надрізами перпендикулярно один до одного зверху вниз у стоячому стані. Розрізи зупиняються 6 до 8 см (2 до 3 дюйм) від низу, щоб смолоскип не розпався. Зазвичай стовбур ділиться на четвертини двома розрізами або, у випадку більших стовбурів, на шість частин (як шестикутна зірочка) або вісім. Завдяки розрізам відбувається циркуляція повітря, що сприяє горінню поліна.
Коли поліно горить, попіл та вугілля падають у вирізані щілини. Це запалює поліно зсередини та підтримує вогонь. Колоду найпростіше підпалити парафіном (або запальничкою), який вставляється в бічні прорізи, а також зверху в місці розпилу стовбура. Також можна підпалити ганчірками, змочені маслом або горючою речовиною. Лісоруби використовують паливо для бензопилки. Ще для розпалу можна використати вуглинки з іншого багаття яке вже горить, вуглинки кладуть на колоду та її підпалюють. 
Безпека
Для встановлення смолоскипа важливо вибрати безпечне місце через летючі іскри та ймовірність того, що він розпадеться. Для рівномірного розпалювання стовбура додають трохи парафіну зверху. Залежно від розміру та довжини, стовбур горить від двох до п'яти годин і палає сильним жаром. Світіння в середині стовбура має температуру від 1 000 та 1 200 °C (1 800 та 2 200 °F). Після того як смолоскип загорівся, зверху можна поставити каструлю або сковороду. Для зручності, зверху колоди забивають три цвяхи або кладуть три камені як імпровізована поверхня для приготування їжі, на яку ставлять посуд.

## Інші види

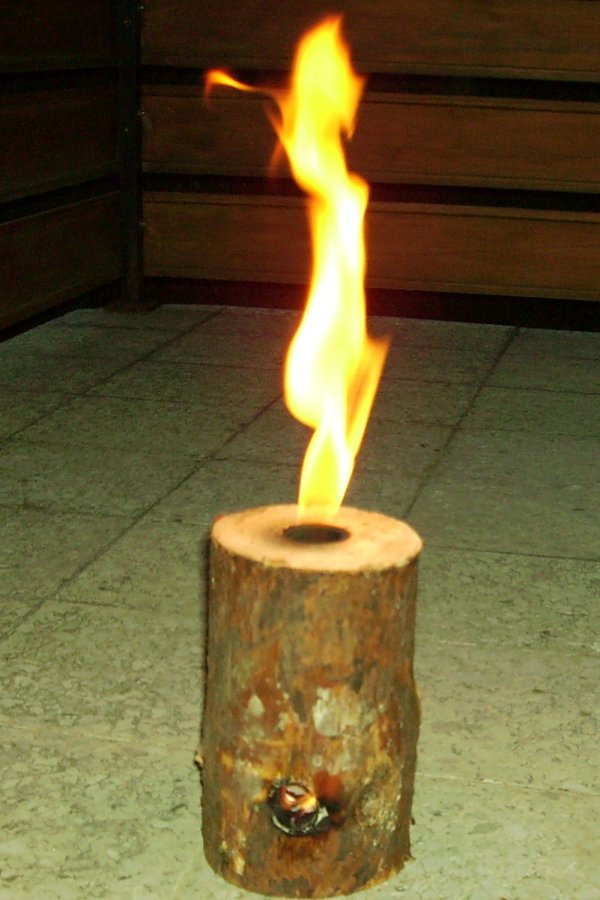
Палаючий шведський смолоскип (за принципом доменної печі)

### Доменна піч
Конструкція має просвердлений отвір (приблизно 20 мм or 0,8 дюйм) по осі стовбура для вихлопних газів і другий отвір радіально на потрібному рівні для подачі повітря. Його запалюють, підсипаючи кілька вуглинок або підпалом легкозаймистого матеріалу, таким як гас, паливні таблетки або розпалювачі. Деякі господарські магазини продають Шведські смолоскипи із вже готовим свічковим воском і ґнотовими запальничками. 

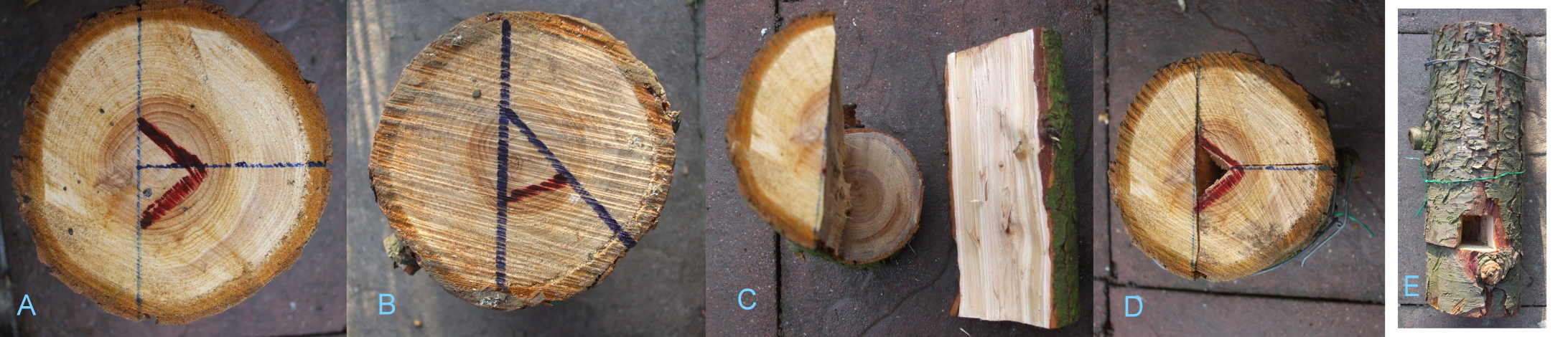
Шведський вогонь без свердла:
Після надрізу біля основи розділити відповідно до A або B, C : відрізати частину з видом на «нижню частину смолоскипа»
D : видалений сердечник, зібраний E : готовий шведський смолоскип з вентиляційним отвором

### Виживальницька версія
Шведський смолоскип можна швидко виготовити навіть без спеціального свердла  для дерева в умовах дикої природи. Для цього за допомогою пилки розріжте колоду приблизно на дві третини висоти колоди та обріжте основу на потрібній висоті 5 до 10 см (2 до 4 дюйм). Також у разі відсутності пилки можна використати сокиру. Як на малюнку вище (позначено A або B), відріжте частини на синій лінії та видаліть серцевину на червоній лінії. Розпиляйте вентиляційний отвір або підніміть меншу частину варіанта B на відстань для вентиляції. З’єднайте три частини разом і B, зафіксуйте дротом, шнуром або цвяхами. 

## Галерея

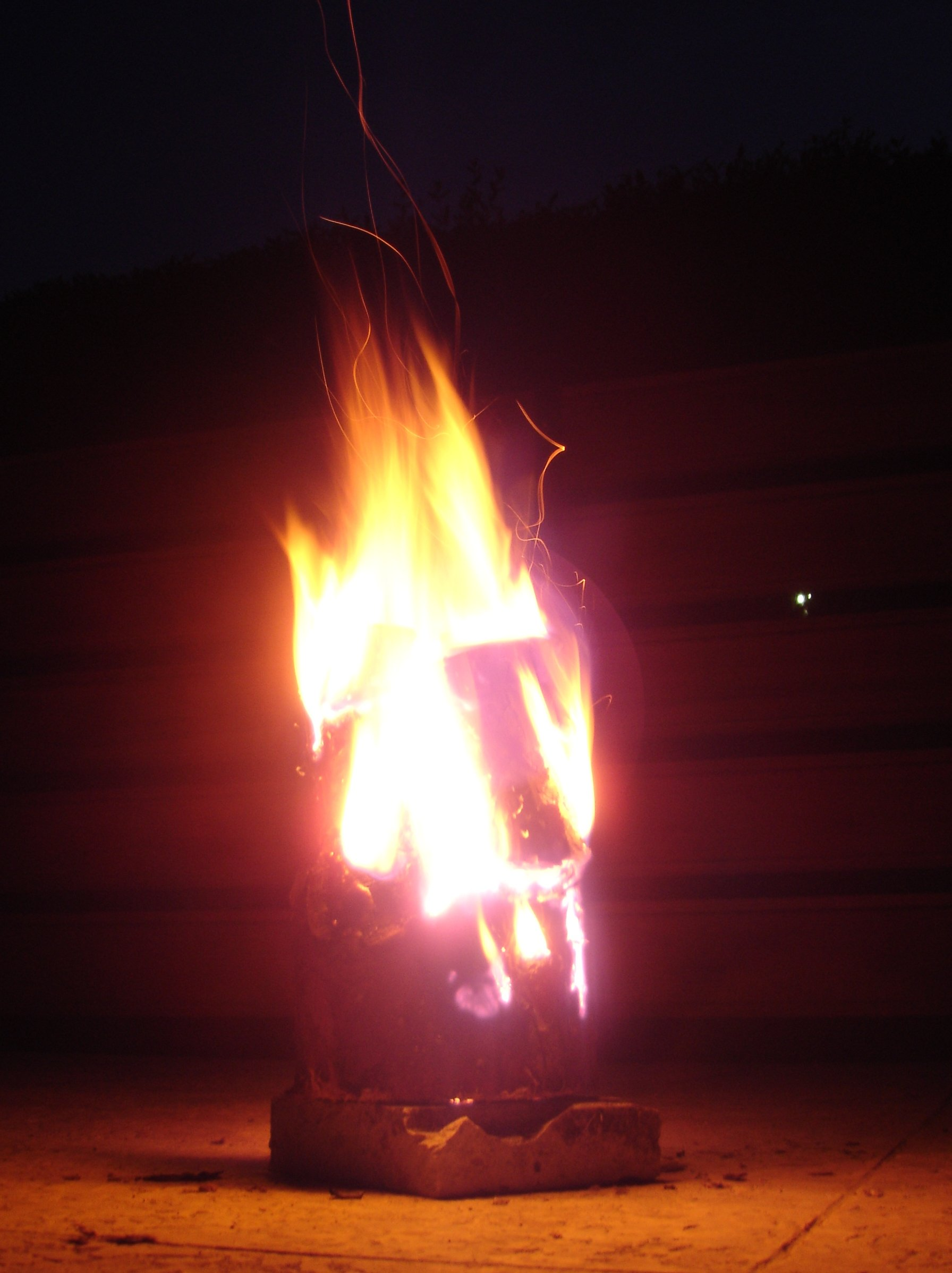
Нічна зйомка шведського смолоскипа на пізній стадії горіння.
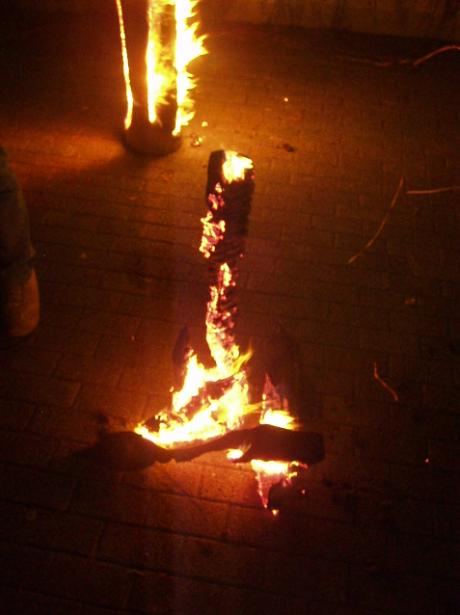
Стовбур дерева з розпилами.
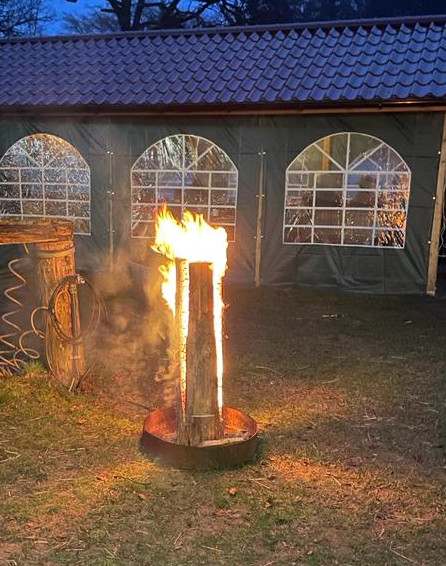
Великий Шведський смолоскип.